# Alessandro (ur. 1982)
Alessandro Nunes (ur. 2 marca 1982) – brazylijski piłkarz występujący na pozycji napastnika.

## Kariera klubowa
Od 2000 do 2014 roku występował w klubach América, Feyenoord, Fluminense FC, Tombense, CR Flamengo, Lierse, EC Juventude, CR Vasco da Gama, Ipatinga, Albirex Niigata, Cruzeiro EC, Atlético Mineiro, Sport Recife, Kyoto Sanga FC i EC Bahia.